# Nadbrzeż
Nadbrzeż – wieś sołecka w Polsce położona na prawym brzegu Wisły w województwie mazowieckim, w powiecie otwockim, w gminie Karczew. Leży na terenie mikroregionu etnograficznego Urzecze.
Pierwsze wzmianki o wsi pochodzą z 1410 roku. Dawne nazwy to Nadbrzezie, Nadbrzeże. Do końca XVII wieku wieś znajdowała się na wyspie wiślanej. W XVIII i XIX w. wchodziła w skład dóbr otwockich. Nadbrzeż wielokrotnie nawiedzane było powodziami.
1 października 1932 od Nadbrzeża odłączono grunta zaserwitutowe należące do osady Nr. 1,26, włączając ją do miasta Otwocka w tymże powiecie.
W 1938 roku wybudowano wał przeciwpowodziowy˛ który skutecznie zabezpieczył mieszkańców od wylewów Wisły. Obecnie Nadbrzeż jest jedną˛z największych wsi gminy Karczew. Mieszkańcy zajmują się głównie sadownictwem na żyznych wiślanych madach. Nad Wisłą znajduje się stanica WOPR.
W latach 1975–1998 miejscowość administracyjnie należała do województwa warszawskiego.
Przez miejscowość przebiega droga wojewódzka nr 734.
Wierni Kościoła rzymskokatolickiego należą do parafii Matki Bożej Ostrobramskiej w Otwocku Wielkim.